# Лагетко, Анатолий Николаевич
Анатолий Николаевич Лагетко (6 ноября 1936, Большой Токмак, Запорожская область — 13 августа 2006, Ростов-на-Дону, Ростовская область, Россия) — советский боксёр, мастер спорта СССР (1955), заслуженный тренер БССР (1975 год).

## Биография
Начал заниматься боксом в 1950 году.
В 1955 году добился своего первого большого успеха, выиграв чемпионат РСФСР. Это достижение он повторил ещё трижды: в 1957, 1959 и 1964 годах. Также трижды становился серебряным призёром чемпионатов СССР (1955, 1956, 1961), и однажды — бронзовым (1958 год).
На XVI Олимпийских играх в Мельбурне в 1956 году стал обладателем бронзовой медали в лёгком весе (до 60 кг), уступив по очкам в полуфинале будущему чемпиону Ричарду Мактаггарту (Великобритания).
После окончания спортивной карьеры перешёл на тренерскую работу.

## Выступления на чемпионатах СССР
- Чемпионат СССР по боксу 1955 года — ;
- Бокс на летней Спартакиаде народов СССР 1956 года — ;
- Чемпионат СССР по боксу 1958 года — ;
- Чемпионат СССР по боксу 1961 года — ;

## Награды
- Медаль «За трудовую доблесть» (27.04.1957) — «за успехи, достигнутые в деле развития массового физкультурного движения в стране, повышения мастерства советских спортсменов, и успешное выступление на международных соревнованиях»